# Rüstem Pașa
Rüstem Pașa Opuković (pronunție în turcă [ɾysˈtem paˈʃa]; turcă otomană رستم پاشا; c. 1500 – 10 iulie 1561) a fost un funcționar de stat Otoman. El a slujit ca Mare Vizir al sultanului Soliman I.

## Biografie

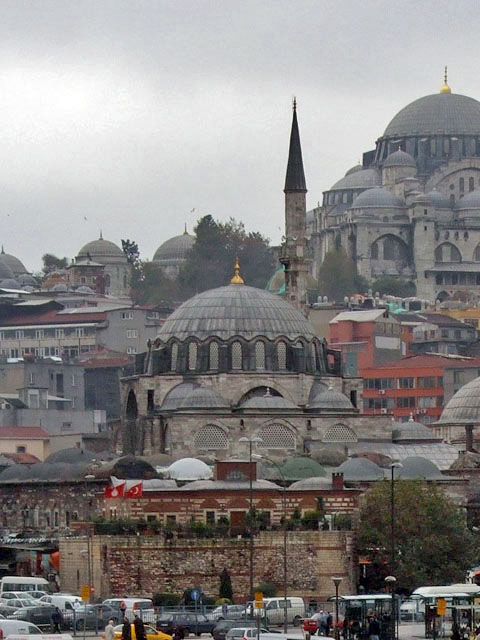
Moscheea Rüstem Pașa (în centru), depășită de către Moscheea lui Suleiman (dreapta sus) dedicată lui Soliman Magnificul.

De origini croate, Rüstem Pașa s-a născut în Skradin. De mic copil a fost luat la Constantinopol, unde și-a construit o carieră militară și birocratică. Pe 26 noiembrie 1539, el s-a căsătorit cu Sultana Mihrimah, o fiică de-a lui Suleiman Magnificul. Rüstem Pașa a deținut titlul de Mare Vizir de două ori, prima dată între 1544–1553 și a doua oară între 1555–1561, până la decesul său. La momentul decesului său, în Constantinopol, pe 10 iulie 1561, averea sa personală includea 815 moșii în Rumelia și Anatolia, 476 de mori, 1700 de sclavi, 2.900 de cai de război, 1.106 de cămile, 800 de Coranuri etc.
Moscheea Rüstem Pașa (turcă Rüstem Pașa Camii) este o moschee Otomană situată în Hasırcılar Çarșısı în Fatih, Turcia, care a fost proiectată de arhitectul imperial otoman Mimar Sinan pentru Marele Vizir Rüstem Pașa. Ea a fost construită între 1561 și 1563.

## Copii
Rüstem Pașa a avut trei copii cu Sultana Mihrimah; o fiică și doi fii:
- Ayșe Hümașah Hanımsultan
- Sultanzade Murad Bey
- Sultanzade Mehmed Bey